# Kartoffelrevolution

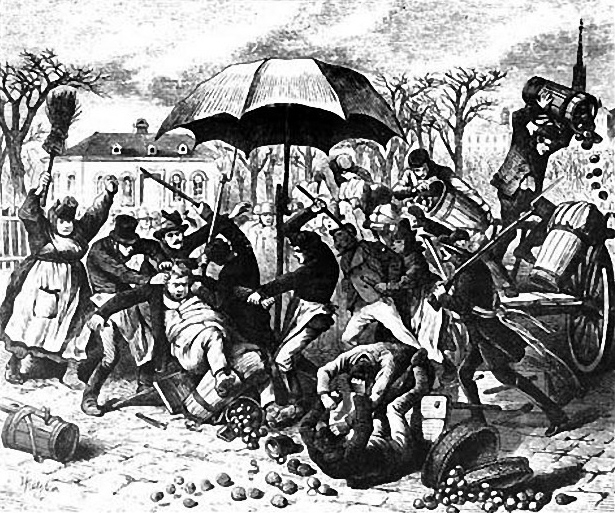
Die Lithografie Sturm auf die Kartoffelstände zeigt eine wütende Menschenmenge, die Kartoffelhändler attackiert. Vinzenz Katzler (1823–1882), um 1847 in Wien

Als Kartoffelrevolution wird die Hungerrevolte bezeichnet, die sich zwischen dem 21. April und 22./23. April 1847 in der preußischen Hauptstadt Berlin ereignete.
Auslöser waren Missernten infolge der Kartoffelfäule, die auch die Große Hungersnot in Irland sowie Hungerkrisen und erhöhte Lebensmittelpreise in anderen Ländern Europas verursacht haben. Weitere Gründe lagen im sozialen Elend größerer Teile der Stadtbevölkerung. Die Revolte, die sich auch gegen die verbreiteten Betrugsmethoden der Berliner Bäckereien und Fleischereien richtete, wurde durch den Einsatz des Militärs niedergeschlagen. Wie der kurz zuvor eröffnete erste Vereinigte Landtag Preußens gehört auch die Kartoffelrevolution zur Vorgeschichte der Berliner Märzrevolution von 1848.

## Begrifflichkeit und Einordnung
Die Bezeichnung Kartoffelrevolution wurde bereits von den Zeitgenossen geprägt. Sie wurde jedoch davor und danach auch für andere Unruhen verwendet, so etwa 1844 in Newcastle in der Gegend von Limerick oder 1872 in Tarnow bei Lemberg. In seinem Werk Berliner März 1848 bezeichnete auch der Schriftsteller Adolf Streckfuß (1823–1895) die Revolte mit diesem Begriff. Er geht darauf zurück, dass die Hunger- und Sozialrevolte mit der Plünderung von Kartoffelständen begann, wird den Geschehnissen jedoch kaum gerecht, da die Aufständischen nicht nur Kartoffelstände attackierten. Der Protest erfasste auch Bäckereien und Fleischereien sowie „Lokalitäten und Statussymbole der wohlhabenden Berliner Bürger“ (Rüdiger Hachtmann).
Die Kartoffelrevolution war eine von 193 bekannten Hungerunruhen, die den Deutschen Bund im Jahr 1847 erschütterten. 65 Prozent dieser Aufstände fanden auf preußischem Boden statt, nur dessen westliche Provinzen blieben davon weitgehend verschont. Manfred Gailus schätzt, dass sich in den deutschen Staaten 1847 zehntausende Personen an Hungerunruhen aktiv beteiligten. In der Berliner Kartoffelrevolution vermischten sich verschiedene Protestformen: Der anfängliche „Marktkrawall“ entwickelte sich zu einer umfassenderen Attacke auf Lebensmittelgeschäfte. Während die Proteste, so der Politikwissenschaftler Wilhelm Bleek, in einwohnerreichen (und durch Zuzug schnell wachsenden) Städten wie Berlin und Stuttgart Züge einer „gewalttätigen Machtprobe mit der Obrigkeit und den Wohlhabenden“ annahmen, beschränkten sich die Geschehnisse in Kleinstädten häufig auf eine „Umverteilung“ von Lebensmitteln. In den deutschen Staaten bildeten Lebensmittelunruhen zwischen 1840 und 1850 die „Hauptform“ der Sozialproteste. Vergleichbare Hungerkrisen lassen sich nur in den 1790er Jahren und 1816/1817 feststellen.

## Ursachen
Für das Zustandekommen der Berliner Kartoffelrevolution waren drei Faktoren ausschlaggebend: Erstens fiel die Kartoffel- und Getreideernte von 1846 in Preußen durchschnittlich um 30–50 Prozent geringer aus als in den Vorjahren. Bereits im Jahr 1845 war der in Nordamerika vorkommende Kartoffelschädling Phytophthora infestans nach Europa eingeschleppt worden. Im selben Jahr verursachte dieser Pilz in den westlichen Provinzen Preußens große Schäden auf den Feldern. Die östlichen Provinzen waren aufgrund der Witterungsverhältnisse nur vereinzelt betroffen. In Irland, das wegen seiner regenreichen Sommermonate und gemäßigten Winter besonders anfällig war, löste der Pilz die sogenannte Große Hungersnot aus. Die Kartoffelknollen verfaulten häufig noch in der Erde. Im Jahr 1846 kam in Preußen zum Ausfall der Kartoffelernten noch der schlechte Ertrag auf den Roggen- und Weizenfeldern hinzu. Hierfür waren die außergewöhnlich schlechten Wetterbedingungen verantwortlich: Starkregen im April und anschließende Trockenheit. Im Rheinland ging der Roggenertrag 1846 um etwa 50, in Schlesien sogar um 60 Prozent zurück.
Zweitens reagierten die preußische Regierung und die Stadtverwaltungen nur unzureichend auf den Ernteausfall. Zur Vorbeugung sozialer Unruhen hatte man in allen deutschen Residenzstädten – abgesehen von Stuttgart und Berlin – frühzeitig Getreidevorräte aufgekauft. Die preußische Regierung beauftragte erst im Januar 1847 den im Agrarhandel unerfahrenen Geheim-Sekretär Liedke damit, russisches Getreide aufzukaufen. Daraufhin erwarb er Ware, die sich als minderwertig herausstellte. Bereits bei der Ankunft im Hafen von Stettin wurde offensichtlich, dass das Getreide verdorben war. Der noch essbare aus dem russischen Getreide gemahlene Ladungsteil wurde durch die Zugabe von Gersten- und Maismehl gestreckt. Die Berliner Stadtverordnetenversammlung ihrerseits hatte zwar schon im Oktober 1846 in einer Petition den preußischen König Friedrich Wilhelm IV. darum gebeten, den Export von Getreide, Kartoffeln und Spiritus zu verbieten. Der preußische Innenminister Ernst Albert von Bodelschwingh antwortete jedoch darauf, dass die Petition ohne Wissen des Berliner Magistrats eingereicht worden war. Wegen dieses Formfehlers sei sie nicht an den König weitergegeben worden. Die aus dieser Situation resultierende Verknappung der Lebensmittel in der Stadt ließ im April 1847 die Preise für Roggen um das Doppelte und für Kartoffeln um das Drei- bis Fünffache ansteigen. 1846 kosteten fünf Pfund Kartoffeln einen Silbergroschen, Ende Januar 1847 schon drei, im April fünf Silbergroschen. Die Summe entsprach dem halben durchschnittlichen Tagesverdienst der meisten Berliner. In der Folge waren wirtschaftlich schwächere Gruppen der Stadt mehr noch als zuvor von Hunger und Unterernährung betroffen.
Drittens standen dieser Entwicklung auf den Märkten kaum ausgeprägte Kontrollmöglichkeiten des Staates gegenüber. Ein Polizeierlass von 1846 hatte den Berliner Bäckern vorgeschrieben, ihre Preislisten von einem Revier-Polizei-Leutnant kontrollieren zu lassen. Dementsprechend waren de jure Preise für bestimmte Brotgrößen einzuhalten. Tatsächlich ließen sich diese Vorschriften jedoch nicht flächendeckend von der Marktpolizei durchsetzen. In vielen Fällen umgingen die Berliner Bäcker daher die Vorschriften, indem sie etwa minderwertiges Material verwendeten oder Gewichtsfälschungen vornahmen. Die in Jahrzehnten angesammelte Unzufriedenheit der Marktkäufer über diesen alltäglichen Missstand entlud sich schließlich in der Kartoffelrevolution.
Die genannten Probleme vermengten sich mit der allgemein prekären sozialen Lage größerer Teile der Bevölkerung. Zahlreiche Familien siedelten vom Land in die Großstadt um. Das so entstehende Überangebot an Arbeitskräften drückte die Löhne in Berlin. Gleichzeitig verlängerten sich die Arbeitszeiten auf häufig 17 Stunden am Tag. Kinderarbeit war Teil des Alltages. Bereits minimale Preisschwankungen genügten, um Hunger in der Stadt zu einer Massenerscheinung werden zu lassen. Eine Finanz- und Gewerbekrise führte 1847 zu Massenentlassungen im Berliner Textil- und Maschinenbausektor. Die Zahl der Arbeitslosen nahm nochmals weiter zu.

## Die Unruhen

### Ausbreitung im Stadtgebiet
In der Forschung ist umstritten, wo die Kartoffelrevolution genau ihren Ausgangspunkt nahm. Die Schwierigkeiten hierbei bestehen in der großräumigen Verteilung der Unruhe im Stadtgebiet und der zahlreichen Aktionen voneinander unabhängiger Gruppen. Am Morgen des 21. April 1847 kam es etwa zeitgleich an acht Marktplätzen der Stadt zu Ausschreitungen. Zentren dieser ersten Unruhen waren meist die äußeren Stadtteile Berlins, vor allem die Friedrichstadt, die Rosenthaler Vorstadt und der Bereich östlich des Alexanderplatzes.
Laut Rüdiger Hachtmann begann die Kartoffelrevolution konkret am Belle-Alliance-Platz, dem heutigen Mehringplatz. An einem Kartoffelstand reizte eine Bäuerin mit „derben Antworten“ eine Menschenmenge so weit, dass mehrere Frauen sich gewaltsam auf sie stürzten und ihr die Kartoffeln raubten.
Manfred Gailus bezeichnet hingegen den Gendarmenmarkt als Ausgangspunkt der Unruhen. Wegen überteuerter Preise habe eine Menschenmenge eine Kartoffelhändlerin angegriffen. Diese flüchtete sich in ein Bäckerhaus in der Charlottenstraße, das anschließend von der Menge belagert, gestürmt und geplündert wurde. Waren am Morgen des 21. April nur die Marktplätze betroffen, weitete sich der Aufstand am Mittag auf die Straßen und Läden im Stadtzentrum aus. Das Gebiet um das Berliner Schloss und den Boulevard Unter den Linden wurde erfasst. „Symbole der staatlichen Macht“, der Kirchen und des bürgerlichen Reichtums gerieten am Abend des 21. April in den Fokus der Aufständischen. So wurden Unter den Linden die Scheiben der Königlichen Oper, mehrerer Luxushotels, der Cafés Kranzler und Spargnapani sowie eher zufällig einige Fenster des Palais des Prinzen von Preußen eingeworfen, wofür manche Zeitgenossen „wohl zu Unrecht“ einen politischen Protest gegen seinen Bewohner erblickten. Auch die Fenster von Kirchen im Zentrum, wie der Bethlehemskirche, und die Gaslaternen in der Wilhelm- und der Friedrichstraße wurden zerstört, sodass die Passanten – wie ein Zeitgenosse notierte – sich „nur auf Glasscherben“ bewegen konnten.

### Erstürmung von Läden
Insgesamt wurden 45 Läden gestürmt, darunter 30 Bäckereien und elf Schlachtereien. Eine beispielhafte Szene der Ausschreitungen kann aus dem Bericht einer Gerichtsverhandlung rekonstruiert werden: Um die Mittagszeit des 22. April 1847 versammelte sich eine Menschenmenge in der Weberstraße vor einer Bäckerei. In dieser aufgeheizten Situation soll die Ehefrau eines Schlossers die Aufmerksamkeit der Menge auf sich gezogen haben. Sie habe nicht nur behauptet, der Bäckermeister backe „das kleinste Brot“, sondern warf diesem auch vor, noch kein Brot verteilt zu haben. Daraufhin drang die Menge in die Bäckerei ein und der bedrängte Bäcker verlor Brot im Wert von etwa 50 Talern. Auch das Ladenschild wurde ihm entwendet.
Im ganzen Stadtgebiet konnte der Diebstahl von Lebensmitteln, allen voran von Brot und Wurst, nicht unterbunden werden. Die Aufständischen stahlen nicht nur aus Hunger. Sie zerstörten die Lebensmittel zum Teil absichtsvoll, etwa „durch (das) Zertreten und Wegwerfen in die Gosse“. Auf diese Weise brachten sie ihre Wut über die Methoden der Geschäftsbesitzer öffentlich zum Ausdruck. Bei der Erstürmung der Läden beschädigten oder stahlen die Aufständischen auch „Möbeliar“ und „Geräte“. Sämtliche Türen und Fenster wurden eingeschlagen. Das öffentliche Leben kam zum Erliegen: Märkte blieben menschenleer, die Türen und Fenster der Läden wurden mit schweren Gegenständen verrammelt. Am 22. und 23. April wurden Aufführungen in den Theatern abgesagt. Schulen blieben geschlossen.

### Rolle der Polizei und des Militärs

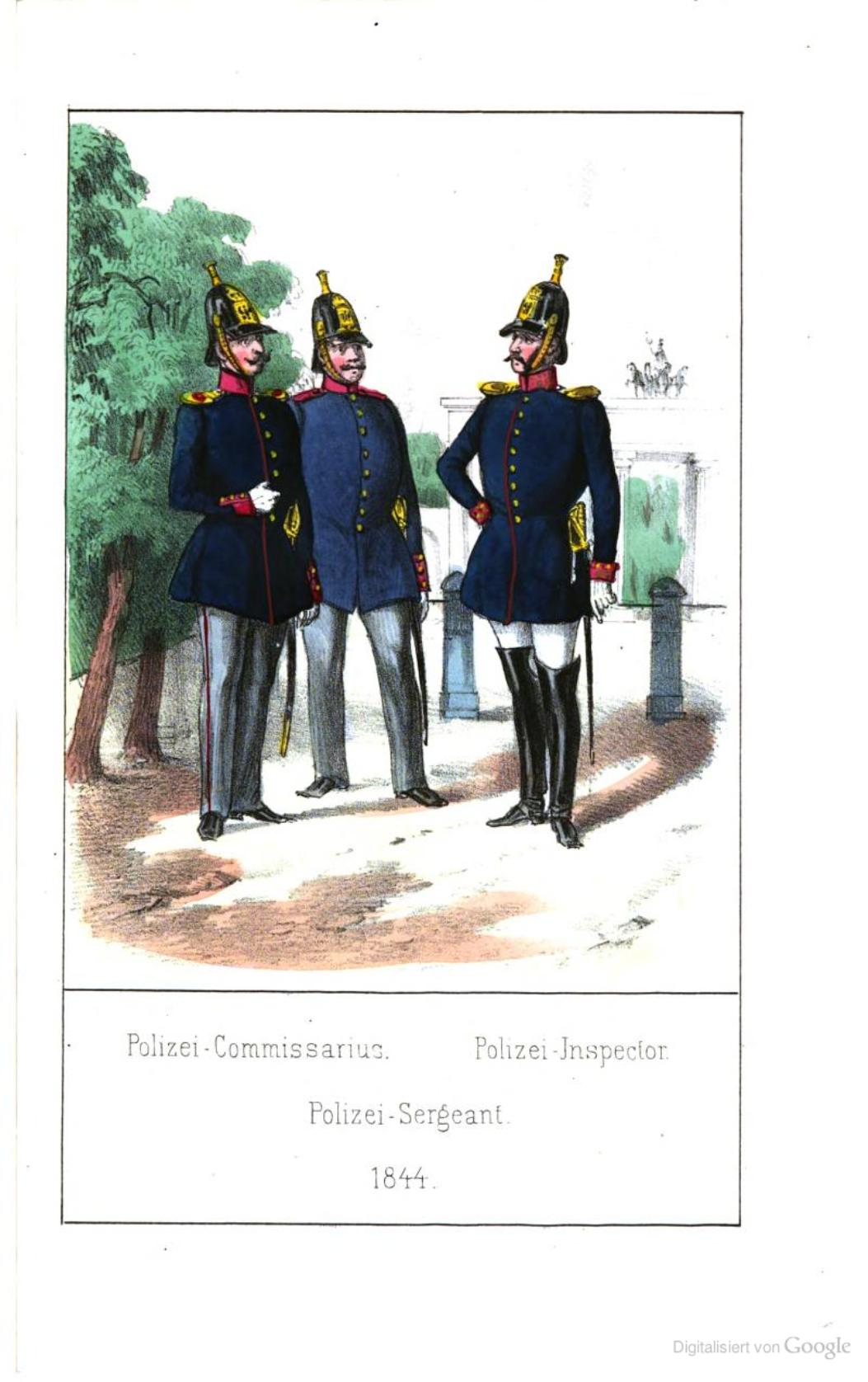
Uniformen der Berliner Polizei im Jahr 1844

Ein schnelles Eingreifen der Ordnungskräfte blieb aus vielen Gründen schwierig: Die Polizisten vor Ort unterschätzten zunächst das Ausmaß der Unruhe, da die einzelnen Schauplätze sich weit im Stadtgebiet verteilten. Für die Bekämpfung flächenübergreifender Unruhen war die Berliner Polizei nicht geeignet: Die mit ihren Familien verstreut wohnenden insgesamt 204 Polizisten waren nicht schnell zusammenzuführen. Sie selbst genossen in ihrem Umfeld oft ein niedriges Sozialprestige. Seit Jahren war ein Teil von ihnen nur „versuchsweise“ eingestellt und unterbezahlt, ein anderer Teil überaltert und „unbrauchbar“, weil „die Pensionskasse erschöpft“ war. Auf einen im Außendienst tätigen Polizisten entfielen rund 4000 Einwohner. Bereits 1843 hatten Bodelschwingh als Finanzminister und der Ministerpräsident Adolf Heinrich von Arnim-Boitzenburg eine Neuorganisation der Berliner Polizei nach dem „Londoner System“ von 1829 „aus Kostengründen“ abgelehnt. Die in Berlin stationierten Soldaten wurden zunächst nicht eingesetzt. Obwohl am Nachmittag des 21. April vereinzelt Soldaten im Dienst standen, waren sie hinsichtlich des Ausmaßes des Aufstandes überfordert. Der Oberbefehlshaber des in Berlin und Potsdam stationierten Gardekorps, der Prinz von Preußen, hielt sich am Abend zeitweise noch im Theater auf. Erst am Vormittag des 22. April führte er eine Besprechung mit seinen Offizieren durch, in der Berlin in drei „Bezirke“ gegliedert wurde. Für jeden Bezirk waren jeweils ein Kavallerie- und ein Infanterieregiment zuständig. Dennoch gelang es dem Militär erst gegen Mitternacht, den Aufstand vollständig aufzulösen. Bis zum 25. April 1847 zeigte das Militär Präsenz im öffentlichen Raum. Es setzte niedrigere Preise für Lebensmittel auf den Marktplätzen durch und suchte nach Teilnehmern des Aufstandes.
Ein zeitgenössischer Archivar der Stadt Berlin, Paul Clauswitz, geht davon aus, dass zum Zeitpunkt der Kartoffelrevolution nur 30 Polizisten die öffentliche Ordnung aufrechterhalten sollten. Dieser Missstand rief die bürgerliche Opposition auf den Plan. Sie forderte den Aufbau einer größeren Polizei oder alternativ die Gründung einer Bürgerwehr, die frühzeitig auf soziale Unruhe reagieren konnte. Der Magistrat von Berlin wandte sich am 23. April 1847 mit der Bitte an das preußische Innenministerium, der Bildung von militärischen „Schutzvereinen“ in Unruhezeiten zuzustimmen. Innenminister Bodelschwingh wies das Ansinnen zurück, da Bürgerwehren das staatliche Gewaltmonopol untergraben würden. Keinesfalls wollte der Staat eine Unterstützung der liberalen Opposition durch Ordnungskräfte zulassen. Die Führung sollte allein in den Händen der regierungsnahen Aristokratie bleiben. Die Kartoffelrevolution bewirkte nun personelle Wechsel: Der Stadtgouverneur Karl von Müffling musste im Oktober 1847 seinen Posten räumen. An seine Stelle trat Friedrich von Wrangel. Julius von Minutoli ersetzte als Polizeipräsident Eugen von Puttkamer.

### Verhaftungen
Gailus geht von insgesamt fünf- bis zehntausend Personen aus, die sich an der Kartoffelrevolution beteiligten. Angesichts dieser Größenordnung konnte das Militär nur einen kleinen Teil davon fassen. Daher kann das Gefangenenprotokoll wenig über die tatsächliche soziale Zusammensetzung Auskunft geben. Allerdings scheinen Handwerker und ungelernte Arbeiter den Großteil der Aufständischen gestellt zu haben. Nur etwa dreihundert Personen wurden verhaftet. Aber selbst diese Anzahl brachte die Kapazität der Berliner Gefängnisse an ihre Grenzen. 120 Gefangene mussten notdürftig in dem Militärarrestlokal der Lindenstraße untergebracht werden. Von den Verhafteten standen 107 Personen vor dem Berliner Kammergericht, 87 von ihnen erhielten Strafen. Ein Teil der Aufständischen wurde jedoch ohne einen langwierigen Prozess von Polizeirichtern verurteilt. Wie viele Personen hiervon betroffen waren, ist nicht in die Statistik eingegangen. Die Gerichtsprozesse dauerten sechs Wochen. Das härteste Urteil traf einen 32-jährigen Arbeiter, Vater von zwei Kindern; er wurde zu zehn Jahren Zuchthaus und 30 Hieben verurteilt, weil er einen Offizier geschlagen und einem Soldaten den Säbel entrissen hatte. Die meisten Verurteilten kamen durch eine Amnestie aus Anlass des Geburtstags von König Friedrich Wilhelm IV. am 15. Oktober 1847 wieder frei.

## Politische Dimension

### Reaktion des Ersten Vereinigten Landtages
Die Kartoffelrevolution fand zu einem politisch brisanten Zeitpunkt statt: Seit dem 11. April 1847 befand sich eine Vollversammlung der Mitglieder aller Landtage der acht Provinzen Preußens in Berlin, der sogenannte Vereinigte Landtag. Die Kartoffelrevolution war daher für einen Großteil der gesellschaftlichen Elite des Landes sichtbar, was die königliche Regierung in einem denkbar schlechten Licht erscheinen ließ. Als politisch stufte der Landtag die Ausschreitungen auf den Straßen und Plätzen jedoch nicht ein. Obwohl in den Briefen der Abgeordneten vereinzelt Bemerkungen über die Kartoffelrevolution zu finden sind, reagierte die Versammlung erst Tage später auf die Unruhen. Am 27. April und 17. Mai 1847 rangen sich die Abgeordneten zu „Notstandsdebatten“ durch, wobei überwiegend der preußischen Bürokratie die Schuld an den Ausschreitungen gegeben wurde. Am 27. April 1847 beschloss der Landtag ein auf sechs Monate beschränktes Ausfuhrverbot für Kartoffeln. Diese durften nicht mehr in Länder außerhalb des Deutschen Zollvereins gehandelt werden. Am selben Tag untersagte der Landtag die Verarbeitung von Kartoffeln zu Schnaps. Am 17. Mai 1847 einigten sich die Vertreter darauf, kurzzeitig Arbeitsangebote schaffen zu wollen. Langfristige Reformkonzepte zur Behebung der wirtschaftlichen Not großer Bevölkerungsteile wurden jedoch nicht beschlossen.

### Politische Bedeutung für die Revolution von 1848
Eine wichtige Frage der Forschung besteht darin, inwieweit die Kartoffelrevolution zur politischen Vorgeschichte der Berliner Märzrevolution von 1848 gezählt werden kann. Wilfried Löhken bringt die Gewaltbereitschaft der Berliner gegen Soldaten und Polizei im Barrikadenkampf in direkte Verbindung mit vorhergehenden Ereignissen wie der Schneiderrevolution von 1830 und der Kartoffelrevolution. Auch der Historiker Armin Owzar meint, die Kartoffelrevolution sei „ein Indiz einer fundamentalen Politisierung, die längst auch die Frauen erfasst habe“, die vornehmlich für den Kauf von Lebensmitteln verantwortlich waren. Der Historiker Ilja Mieck sah zwar ebenfalls in der Lebensmittelknappheit von 1847 eine Ursache der „zunehmenden Politisierung einer breiteren Öffentlichkeit“. Allerdings sei die Kartoffelrevolution Mieck zufolge „in erster Linie eine aus der unerträglich gewordenen Not entstandene Hungerrevolte und kein bewusster, politisch motivierter Aufstand [gewesen], wenn sich auch politische Forderungen mit den wirtschaftlichen verbanden“. Der Historiker Rüdiger Hachtmann kommt zu einem ähnlichen Ergebnis. Die Aufständischen hätten, so Hachtmann, „in erster Linie billiges Brot, nicht ein anderes politisches System“ gefordert. So konnte der preußische König, trotz der Unruhen am Vortag, am 23. April 1847 unbehelligt auf dem Boulevard Unter den Linden seinen mittäglichen Spaziergang machen. Laut Günter Richter blieb die relativ rasche Niederschlagung der Kartoffelrevolution der preußischen Regierung in Erinnerung. Diese Erfahrung verleitete sie anfangs zu der „Fehleinschätzung“, die Proteste am 18. März 1848 ebenfalls mithilfe von Soldaten auflösen zu können.

## Zeitgenössische Rezeption
Die politische Deutung der Kartoffelrevolution war bereits in den zeitgenössischen Historiografien ein Thema. So warf der Philosoph und Schriftsteller Karl Biedermann (1812–1901) in seiner Geschichte des ersten preußischen Reichstags den konservativen Kräften vor, den Aufstand zur Diffamierung des Ersten Vereinigten Landtages missbraucht zu haben: Die Gegner des Landtages hätten das Gerücht verbreitet, die Regierung sei bei der Behebung des sozialen Notstandes von der ständischen Versammlung ausgebremst worden, da diese sich „nicht sehr beeilen“ würde und aus der Not des Volkes sogar „Nutzen zöge“. Der Schriftsteller Adolf Streckfuß (1823–1895) machte in seiner Darstellung 500 Jahre Berliner Geschichte, Vom Fischerdorf zur Weltstadt die Einwohner der Vorstädte Berlins für die Ausschreitungen in der Residenzstadt verantwortlich. Er hielt den Aufstand zwar für unpolitisch, schätzte ihn aber, so die Interpretation der Politikwissenschaftlerin Claudia von Gélieu, als eine „gefährliche Vorhut einer kommenden Zeit“ ein. Trotz seiner „männlichen Sprache“ verschweigt Streckfuß nicht, dass der Aufstand von Frauen initiiert und maßgeblich mitgetragen wurde.